# Radura

Symbol Radura, do oznaczania żywności napromieniowanej (wersja amerykańska, używana przez FDA; międzynarodowa jest nieco inna)

Radura – międzynarodowy symbol używany do oznaczania żywności utrwalonej radiacyjne. Od 1986 roku w Stanach Zjednoczonych wszystkie napromieniowane produkty muszą być nim obowiązkowo oznakowane. Radura jest najczęściej zielona i przedstawia roślinę wpisaną w koło. Górna część koła jest linią przerywaną. Międzynarodowa wersja symbolu nieznacznie różni się od amerykańskiej i opisana jest w normach Codex Alimentarius.
Amerykańska Agencja Żywności i Leków dodatkowo wymaga umieszczenia obok Radury napisu treated with radiation (napromieniowane) lub treated by irradiation (napromienione). Wymóg umieszczania napisu i symbolu dotyczy tylko żywności sprzedawanej w sklepach (przyprawy, świeże truskawki), nie dotyczy natomiast tej przetwarzanej i podawanej w restauracjach.
Wymienione wyżej wymagania stanowią ważne ostrzeżenie dla konsumentów, którzy nie życzą sobie spożywania takiej żywności. Firmy postrzegają oznakowanie jako barierę przed wprowadzeniem tańszej i bezpieczniejszej żywności dla społeczeństwa. Obie strony zgadzają się co do tego, że wprowadzenie takich oznaczeń powoduje niewielki udział napromieniowanej żywności w ogólnej jej produkcji.